# 川沿
川沿（かわぞえ）は北海道札幌市南区の地名。郵便番号は1条から順に005-0801から005-0818まで。

## 地理
1条から18条、1丁目から最大で6丁目までが設置されている。藻岩地区の中心的地域である。国道230号に並行して豊平川が流れ、ほぼ全域が住宅地となっている。
藻岩山を挟んで北側を南○条、北の沢川を挟んで北側を北ノ沢、西側を中ノ沢・南沢、豊平川を挟んで東側を真駒内、南側を石山に接している。
川沿1条から2条付近は北緯43度線が通る。

## 歴史
1941年（昭和16年）：札幌市に編入された際、八垂別から川沿町（かわぞえちょう）に改称された。その後1975年(昭和50年)に、殆どの地域が川沿〇条〇丁目となった。
2015年国勢調査によれば、川沿町(条丁なし地区)の集落は調査時点で人口0人の消滅集落となっている。

### 沿革
- 1941年 - 札幌郡円山町が札幌市に編入される。同時に字八垂別を「川沿町」に改名。
- 1947年 - 藻岩出張所開設。
- 1948年 - 札幌市営バス藻岩小学校前まで開通。
- 1949年 - 藻南公園開設。
- 1954年 - 自衛隊官舎開設。
- 1964年 - 藻南郵便局（現・札幌川沿八条郵便局）開設。
- 1972年 - 政令指定都市発足に伴い、南区に編入。
- 1975年 - 大部分の地域が川沿町から川沿〇条〇丁目となる。
- 1981年 - 住居表示実施。

## 住所
| 町丁                 | 郵便番号 |
| -------------------- | -------- |
| 川沿1条1丁目～6丁目  | 005-0801 |
| 川沿2条1丁目～6丁目  | 005-0802 |
| 川沿3条1丁目～5丁目  | 005-0803 |
| 川沿4条1丁目～5丁目  | 005-0804 |
| 川沿5条1丁目～4丁目  | 005-0805 |
| 川沿6条2丁目～4丁目  | 005-0806 |
| 川沿7条2丁目～4丁目  | 005-0807 |
| 川沿8条1丁目～4丁目  | 005-0808 |
| 川沿9条1丁目～4丁目  | 005-0809 |
| 川沿10条1丁目～3丁目 | 005-0810 |
| 川沿11条1丁目～3丁目 | 005-0811 |
| 川沿12条1丁目～5丁目 | 005-0812 |
| 川沿13条1丁目～3丁目 | 005-0813 |
| 川沿14条1丁目～2丁目 | 005-0814 |
| 川沿15条1丁目～2丁目 | 005-0815 |
| 川沿16条1丁目～2丁目 | 005-0816 |
| 川沿17条1丁目～2丁目 | 005-0817 |
| 川沿18条1丁目～2丁目 | 005-0818 |
| 川沿町               | 005-0000 |

## 施設
- 南区体育館（川沿4-2）
- 藻南公園（川沿10-1）
- 藻岩児童会館（川沿8-2）
- 藻南自動車学校（川沿10-2）
- 藻岩北会館（川沿2-2）
- もいわ地区センター（川沿8-2）

## 関連施設・商業施設
- イオン札幌藻岩店（川沿2-2）
- アパホテル&リゾート札幌（川沿4-2）
- ヤマダデンキテックランド札幌南川沿店（川沿5-2）
- ニトリ川沿店（川沿5-1）
- DCM川沿店（川沿3-1）
- コープさっぽろSocia店（川沿5-2）
- ビッグハウスサウス（川沿15-1）
- 晴生会さっぽろ病院（川沿14-1）
- 愛全会愛全病院（川沿13-2）

## 住宅団地
- 札幌市営住宅川沿団地
- 雇用促進住宅川沿宿舎
- 自衛隊川沿特借宿舎

## 教育機関
- 札幌市立藻岩北小学校（川沿2-3）
- 札幌市立藻岩小学校（川沿7-2）
- 札幌市立藻岩南小学校（川沿18-2）
- 札幌市立藻岩中学校（川沿7-3）
- 市立札幌藻岩高等学校（川沿3-2）

## 交通機関
- じょうてつ
- 北海道中央バス（西岡営業所）
- 札幌ばんけい（ばんけいバス）
- 道南バス
- 北都交通
- 国道230号